# Krystyna Orlińska
Krystyna Orlińska (ur. 1933, zm. po 22 lipca 1942) – polska aktorka dziecięca pochodzenia żydowskiego.

## Życiorys
Urodzona w 1933 roku, córka warszawskiego psychiatry Maksa Orlińskiego. Umiejętności sceniczne i taneczne zdobywała w szkole baletowej Tacjanny Wysockiej. Od 1937 roku występowała w Teatrze Ortyma, stając się ulubienicą Tymoteusza Ortyma. Wkrótce po przyjęciu do zespołu Orlińska zaczęła grać role pierwszoplanowe w spektaklach Teatru, m.in. „Czerwonym Kapturku”, „Panu Twardowskim”, „Krainie Czarów”, „Kopciuszku”, „Marynarzu Serdelku” i „Don Kichocie”.
W teatrze Ortyma została zauważona przez producentów filmowych, którzy zaproponowali jej rolę w filmie „Znachor”. Orlińską wybrano ponieważ już wcześniej u Ortyma angażowano dzieci do produkcji filmowych. Ortym zgodził się na udział Orlińskiej w filmie pod warunkiem, że sam wyreżyseruje sceny z jej udziałem. Film odniósł wielki sukces komercyjny, a Orlińskiej zaproponowano kolejne role: w melodramacie „Skłamałam”, krótkometrażowej „Wolnej drodze” i melodramacie „Przez łzy do szczęścia”.
W czasie okupacji niemieckiej Ortym prowadził początkowo teatr dziecięcy, w którym pierwszoplanowe role grała m.in. Orlińska. W czasie tworzenia getta matka Orlińskiej postanowiła ratować córkę, która miała tzw. dobry wygląd. Zdecydowała się wówczas oddać ją na stałe mocno związanej z rodziną opiekunce dziecka. We wrześniu 1941 r. za zgodą matki opiekunka zapisała Orlińską do szkoły przy ul. Świętokrzyskiej. Krótko przed rozpoczęciem wielkiej akcji deportacyjnej matka Orlińskiej zażądała od opiekunki, by ta przyprowadziła do niej córkę. Obie weszły do getta i zginęły po wywiezieniu do obozu w Treblince.
Staraniem matki dziewczynka była upodabniana do amerykańskiej gwiazdy dziecięcej Shirley Temple. Starania te doceniła polska prasa, która uznała ją za najlepszego sobowtóra Amerykanki.

## Filmografia
- 1937: Znachor – Marysia Wilczurówna w dzieciństwie
- 1937: Skłamałam – Grażynka, córka Marii i Jana